# Conseil de la République pour les affaires économiques et sociales
Le Conseil de la République pour les affaires économiques et sociales (CRAES) est une ancienne institution consultative du Sénégal. Créé en 2003, il a été dissous en 2008 et remplacé par le Conseil économique et social.
C'était la troisième institution de l'État.

## Histoire
La loi n° 2003-15 du 19 juin 2003 portant révision de la Constitution institue également un Conseil de la République pour les affaires économiques et sociales. Il est installé au second semestre 2004.

## Missions
Le Conseil de la République pour les affaires économiques et sociales devait être le conseiller privilégié du président de la République, du gouvernement et de l'Assemblée nationale.

## Organisation
Le CRAES était composé de cent membres représentatifs de l’ensemble des catégories politiques, socio-économiques et professionnelles. 25 étaient nommés par le Président de la République, 25 représentaient les organisations socio-professionnelles et les 50 autres étaient issus des collectivités locales.
Son président était l'ancien maire de Rufisque, maître Mbaye Jacques Diop.